# Sœurs de Sainte Dorothée de Cemmo
Ne doit pas être confondu avec sœurs maîtresses de sainte Dorothée, sœurs de sainte Dorothée de Frassinetti ou sœurs de Sainte-Dorothée, Filles des Sacrés-Cœurs.
Les sœurs de Sainte Dorothée de Cemmo (en latin : Congregatio Sororum a Sancta Dorothea Cemmensium) sont une congrégation religieuse enseignante de droit pontifical.

## Historique
En 1821, Hermine Panzerini ouvre une école pour filles à Cemmo près de Capo di Ponte et en confie la direction en 1831 à Annonciade Cocchetti (1800-1882). En 1842, Annonciade se rend au couvent des sœurs Maîtresses de Sainte Dorothée à Venise pour étudier leur méthode d'éducation et faire son noviciat. Elle prend l'habit religieux le 3 octobre 1842 puis retourne à Cemmo le 9 octobre de la même année avec deux autres sœurs. Le nouvel institut est approuvé par Jacques Pellegrini, évêque de Brescia, le 5 février 1855.
Le 20 mars 1934, le pape Pie XI accorde le décret de louange aux sœurs de sainte Dorothée dont les constitutions religieuses sont définitivement approuvées par le Saint-Siège le 10 mai 1941. 

## Activités et diffusion
Les sœurs de sainte Dorothée sont principalement dédiées à l'éducation.
Elles sont présentes en :
- Europe : Italie[2].
- Amérique : Argentine, Brésil, Uruguay[3].
- Afrique : Burundi, Cameroun, République Démocratique du Congo[4].

La maison-mère est à Cemmo.
En 2017, la congrégation comptait 268 sœurs dans 47 maisons.